# Christoph Hürlimann
Christoph Hürlimann (* 4. März 1938 in Berlin) ist ein Schweizer reformierter Pfarrer und Schriftsteller.

## Leben und Wirken
Christoph Hürlimann wurde als drittes Kind des Verlegerehepaars Martin Hürlimann und Bettina Hürlimann-Kiepenheuer geboren; eine ältere Schwester war Regine Schindler. Im August 1939 zog die Familie nach Zollikon bei Zürich, wo er Kindheit und Jugend verbrachte. Er studierte Theologie an der Universität Zürich und wurde 1964 Gemeindepfarrer in Kappel am Albis, wo er noch heute lebt. 
Mit dem Pfarramt war von Anfang an die Aufgabe verbunden, die in den Gebäuden des ehemaligen Kloster Kappel untergebrachte Armenanstalt einem neuen Zweck zuzuführen. Diese Aufgabe wurde zur prägenden Herausforderung für Hürlimann. Im Mai 1969 schlug er in einem Bericht an den Kirchenrat die Einrichtung eines Hauses der Stille und Besinnung vor. In bereits vorhandenen Bildungshäusern der Kirche stand die Begegnung mit gesellschaftlichen Problemen im Vordergrund. «Kappel» sollte vertiefte Wege der Seelsorge und der Spiritualität vermitteln. 1977 führte er als erste «Bausteine» für das Haus der Stille und Besinnung Tagzeitengebete in der Klosterkirche ein. 1983 wurde das Haus nach dreijähriger Renovierung eröffnet. 
Wichtige Einflüsse kamen auch von Seiten der Ökumene: Hürlimann war von 1966 bis 1988 Mitarbeiter der Zürcher Telebibel, arbeitete seit 1981 zusammen mit Pater Hans Krömler (ComundoImmensee) für das Schweizer Radio DRS 2 und war verbunden mit der Benediktinerin Silja Walter. Von 1988 bis 1998 war Hürlimann ausschliesslich im Kappeler Haus der Stille tätig, nicht nur als Pfarrer, sondern auch im Bereich des Gästebetriebs. Seit 2008 heisst das Gebäude offiziell Kloster Kappel – Seminarhotel und Bildungshaus. Hürlimann, der unweit des Klosters wohnt, wirkte er dort noch lange mit Führungen, Vorträgen und den Tagzeitengebeten. In Kappel und in anderen Gemeinden hielt er auch weiter Predigten, u. a. im Fraumünster in Zürich.
Hürlimann ist seit 1962 mit Rosmarianne Gerber verheiratet, mit der er drei Söhne und eine Tochter hat.

## Veröffentlichungen (Auswahl)
- Von meiner Seite gerissen. Theologischer Verlag, Zürich 1981, ISBN 3-290-11457-0.
- Ich will mit dir gehen. Vom Umgang mit Trauernden. Theologischer Verlag, Zürich 1981, ISBN 3-290-11458-9.
- Sterben – auch mein Weg. Theologischer Verlag, Zürich 1981, ISBN 3-290-11459-7.
- Der Engel vor deiner Tür. Meditationen mit Bildern. Kaufmann, Lahr 1981.
- Mein Weg nach Bethlehem. Meditationen mit Bildern. Kaufmann, Lahr 1982, ISBN 3-7806-0475-2.
- mit Hans Krömler, Lucia Elser: Bruder Klaus von Flüe. Aus der Mitte leben. Benziger, Zürich 1983, ISBN 3-545-20078-7.
- Wandern im finstern Tal. Meditationen mit Bildern. Kaufmann, Lahr 1984, ISBN 3-7806-2132-0.
- Schritte vor meinen Füßen. Meditationen mit Bildern von Elsbeth Tanner, Jordan Verlag, Zürich 1988.
- Mein Leben als Fragment. Meditationen mit Bildern. Jordan Verlag, Zürich 1992, ISBN 3-906561-26-7.
- Wandern mit wachsender Kraft. Meditationen mit Bildern zum Advent. Jordan Verlag, Zürich 1993, ISBN 3-906561-28-3.
- Mich aufmachen und heimkehren. Stationen zu einem persönlichen Lebensrhythmus. Mit Texten und Bildern von Silja Walter, Paulus Verlag, Freiburg 1994, ISBN 3-7228-0346-2.
- Mein Weg in die Wüste. Meditationen mit Bildern von Elsbeth Tanner, Jordan Verlag, Zürich 1995, ISBN 3-90656130-5.
- Der Besuch des Engels. Meditationen mit Bildern. Jordan Verlag, Zürich 1996, ISBN 3-906561-32-1.
- Engel – unsere Freunde. Kanisius-Verlag, Freiburg 1997, ISBN 3-85764-465-6.
- Mit der Bibel beten. Eine neue Ermutigung. Mit Bildern von Silja Walter. Paulusverlag, Freiburg 1997, ISBN 3-7228-0418-3.
- Klagen hat seine Zeit. Meditationen mit Bildern. Jordan Verlag, Zürich 1998, ISBN 3-906561-35-6.
- Verborgene Führung. Hat Gott die Sache in der Hand? Paulusverlag, Freiburg 1999, ISBN 3-7228-0478-7.
- Kaffee, Sandwich, Mineral und andere Weihnachtsgeschichten. Jordan Verlag, Zürich 2002, ISBN 3-906561-42-9.
- Der Bahnhof-Engel und das Weihnachtsgeheimnis. Jordan Verlag, Zürich 2004, ISBN 3-906561-45-3.
- Aus der Einheit leben. Begegnung mit Bruder Klaus. Fotos von Daniel Reinhard, Paulusverlag, Freiburg 2013, ISBN 978-3-7228-0845-1.
- Auf der Schwelle. (Fotos: Elsbeth Tanner). Kappel am Albis 2019.